# Niuei labdarúgó-bajnokság (első osztály)
A niuei amatőr  labdarúgó-bajnokságot 1985-ben hozták létre. A bajnokságot 10 csapat  részvételével bonyolították le, az 1 000 fő befogadására képes  Niue High School Oval stadionban.

## Története
A labdarúgó-bajnokságot 1985-ben írták ki első alkalommal, azonban a rendezvény nem bizonyult sikeresnek és egészen 1998-ig kellett várni a következő sorozatra. Azóta a niuei labdarúgó-szövetség több alkalommal is elhalasztotta a rendezvényt és 2012 óta újra szünetelteti a küzdelmeket. A ritkán lakott szigeten a rögbi számít első számú sportágnak, így a labdarúgás háttérbe kerül, de népszerűsítését ettől függetlenül folytatják az Új-zélandi labdarúgó-szövetség  segítségével.

## A 2012-es szezon résztvevői
| Csapat      | Település  |
| ----------- | ---------- |
| Alofi       | Alofi      |
| Ava         | Alofi      |
| Avatele     | Avatele    |
| Hakupu      | Hakupu     |
| Liku        | Liku       |
| Makefu      | Makefu     |
| Muta        | Muta       |
| Talava      | Hikutavake |
| Tuapa       | Tuapa      |
| Vaiea Sting | Vaiea      |

## Az eddigi  győztesek
| - 1985 : Alofi (Alofi) - 1986 : nem rendezték meg - 1987 : nem rendezték meg - 1988 : nem rendezték meg - 1989 : nem rendezték meg - 1990 : nem rendezték meg - 1991 : nem rendezték meg - 1992 : nem rendezték meg - 1993 : nem rendezték meg - 1994 : nem rendezték meg - 1995 : nem rendezték meg - 1996 : nem rendezték meg - 1997 : nem rendezték meg - 1998 : Lakepa (Lakepa) | - 1999 : Talava (Hikutavake) - 2000 : Talava (Hikutavake) - 2001 : Alofi (Alofi) - 2002 : nem rendezték meg - 2003 : nem rendezték meg - 2004 : Talava (Hikutavake) - 2005 : Talava (Hikutavake) - 2006 : nem rendezték meg - 2007 : nem rendezték meg - 2008 : nem rendezték meg - 2009 : nem rendezték meg - 2010 : Vaiea United (Vaiea) - 2011 : Vaiea Sting (Vaiea) - 2012 : Vaiea Sting (Vaiea) |

## A legsikeresebb klubok
| Klub                       | Bajnoki cím |
| -------------------------- | ----------- |
| Talava                     | 4           |
| Valea Sting (Valea United) | 3           |
| Alofi                      | 2           |
| Lakepa                     | 1           |

## Érdekességek
Hikutavake a világon a legkisebb település, mely valaha nemzeti bajnokságot nyert. A 2011-es népszámláláskor a falu lakossága mindössze 40 fő volt.
Csapatuk a Talava, négy alkalommal nyerte meg a bajnokság küzdelmeit.